# تل دشقاب
تل دشقاب در شهرستان فیروزآباد، بخش کوار، روستای مظفری واقع شده و این اثر در تاریخ ۸ مرداد ۱۳۸۱ با شمارهٔ ثبت ۶۰۸۲ به‌عنوان یکی از آثار ملی ایران به ثبت رسیده است.